# Hewlett Packard Enterprise

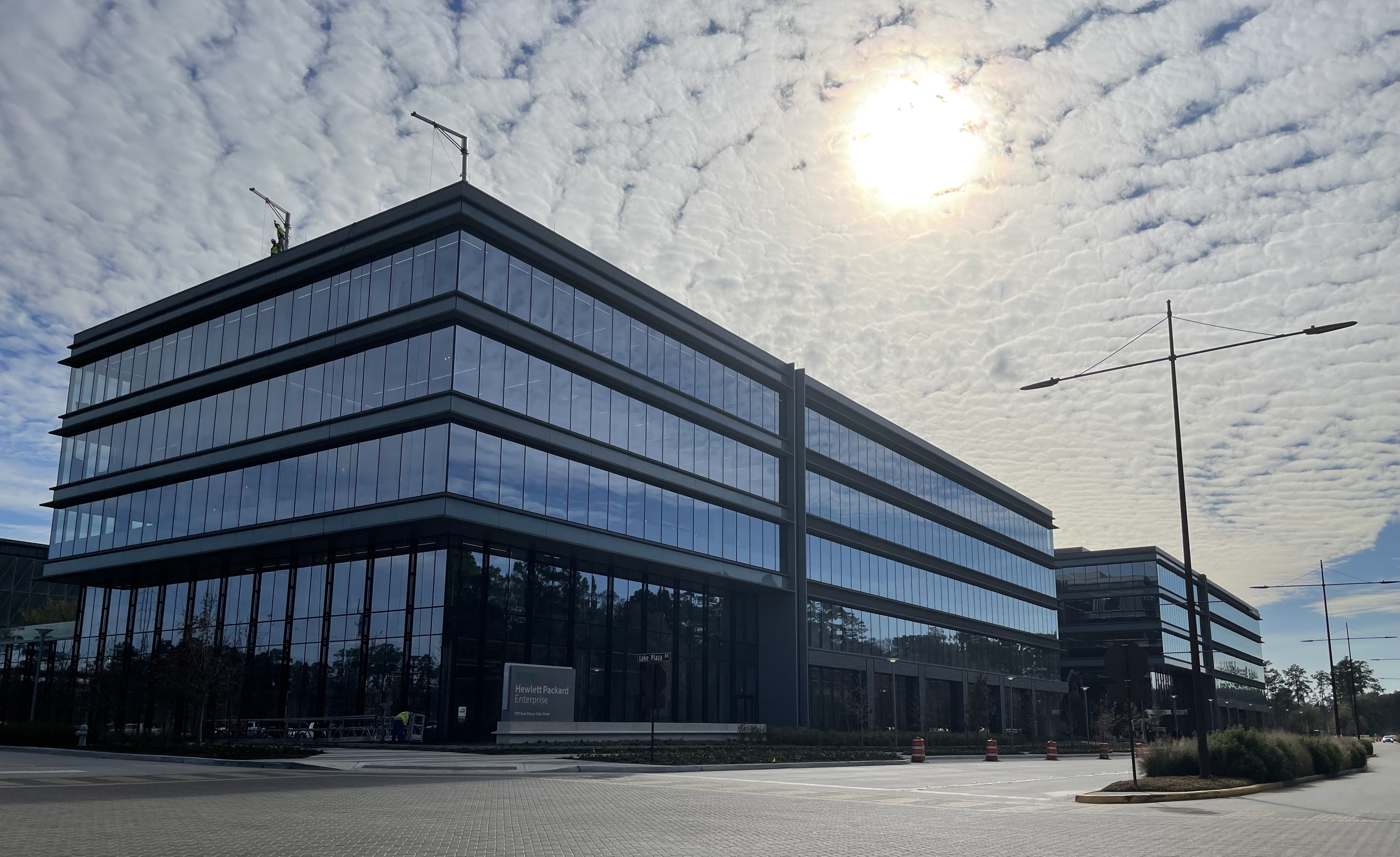
Hauptsitz von HPE in Spring, Texas

Hewlett Packard Enterprise (HPE) ist ein US-amerikanisches Informationstechnikunternehmen mit Sitz in Spring im Bundesstaat Texas. Es entstand im Zuge der Abspaltung des Unternehmenskundengeschäfts der Hewlett-Packard Company.
Nach mehreren Abspaltungen konzentriert sich Hewlett Packard Enterprise inzwischen auf Server-, Storage- und Netzwerklösungen.

## Unternehmen und Produkte
Das Unternehmen beschäftigt weltweit rund 61.000 Mitarbeiter und erzielte im Geschäftsjahr 2023/24 einen Jahresumsatz von rund 30 Milliarden US-Dollar.
Heute ist Hewlett Packard Enterprise ein großer Hersteller von Servern. Zusammen mit Intel wurde die 64-Bit-Chipgeneration Itanium entwickelt, die die Basis für die Hewlett Packard Enterprise Server darstellt. Zu den Serverprodukten gehört die von Compaq übernommene Schiene „ProLiant“, in der auch Spezialserver angeboten werden.
Darüber hinaus ist das Unternehmen ein Anbieter von Netzwerkprodukten unter den Marken HPE und Aruba Networks. Neben Routern und Switches zählen auch Wireless-Produkte wie Wireless Access Points sowie Software rund um die Vernetzung in Unternehmen dazu.
Im Speicherbereich bietet das Unternehmen unter anderem Disk-Arrays und softwarebasierte Speicherlösungen an.
Das Unternehmen bietet auch konvergente bzw. integrierte Systeme für Rechenzentren an. Dazu zählt unter anderem die ConvergedSystem-Reihe.
Weniger öffentlich ist der Bereich Softwaretechnik. Mit OpenView wurde eine Software entwickelt, die unter anderem zur Überwachung von kommerziell genutzten Computern eingesetzt wird, aber auch zur Organisation der Datensicherung dient. Der Softwarebereich war der umsatzmäßig zweitkleinste Bereich von Hewlett Packard Enterprise und gehört mittlerweile zu Micro Focus.
Hewlett Packard Enterprise führt das ursprünglich von DEC entwickelte Betriebssystem OpenVMS fort.
Darüber hinaus ist das Unternehmen im Bereich Finanzdienstleistungen, IT-Serviceleistungen aktiv.
Die Sparte IT-Outsourcing (Enterprise Services) wurde 2017 mit CSC zusammengeführt und gehört seit April 2017 zu DXC Technology. Zu den Kunden dieses Bereichs zählen unter anderem Münchener Rück und MLP. Auch der Chemiekonzern BASF lässt seine Rechenzentren seit Dezember 2015 von Hewlett Packard Enterprise bzw. nun DXC betreiben.

## Geschichte
Im Oktober 2014 kündigte HP-Chefin Meg Whitman an, nach mehreren Quartalen mit rückläufigen Umsätzen das Unternehmen in zwei separate Firmen aufzuspalten. Grund war vor allem, das wachstumsstärkere Unternehmensgeschäft mit Servern, Speicher- und Netzwerklösungen vom höhermargigen, jedoch wachstumsschwächeren Geschäft mit PCs und Druckern zu trennen. Damit nahm HP die Strategie wieder auf, die im September 2011 zur Trennung von CEO Léo Apotheker führte und von seiner Nachfolgerin Meg Whitman im Februar 2013 noch mit den Worten „Wir haben keine Pläne, HP aufzuspalten“ revidiert wurde. Aktionäre des bisherigen Gesamtkonzerns Hewlett-Packard Company erhielten Aktien beider Unternehmen, was eigentlich steuerfrei verlaufen sollte. Trotzdem zogen viele deutsche Banken auf den Wert der Hewlett Packard Enterprise-Aktien Abgeltungssteuer ein. Die Geschäftsleitung von Hewlett Packard Enterprise übernahm die bisherige HP-Chefin Meg Whitman, die zunächst auch den Vorsitz des Verwaltungsrates der HP Inc. übernahm. Die Leitung der HP Inc. übernahm Dion Weisler, der bisherige Chef der Printing and Personal Systems Group im HP-Konzern, während die ehemalige Alcatel-Lucent Chefin Patricia Russo den Vorsitz des Verwaltungsrates der Hewlett Packard Enterprise Company übernahm. Im Zuge der Aufspaltung wurden ca. 55.000 Arbeitsplätze gestrichen und dadurch rund 2,8 Milliarden US-Dollar eingespart; die Aufspaltungskosten werden mit 400 bis 450 Millionen US-Dollar beziffert; an Umbaukosten waren weitere 1,8 Milliarden US-Dollar eingeplant.
Die Aufspaltung begann organisatorisch bereits am 7. August 2015; der Abschluss der Aufspaltung erfolgte am 1. November 2015. Nach Abschluss der Aufspaltung wurde die alte Hewlett-Packard Company in HP Inc. umbenannt und das Geschäft mit Servern und Netzwerklösungen für Unternehmen in Form eines Spin-offs in die neue Hewlett Packard Enterprise Company überführt. Am 2. November 2015 wurden die Aktien der Hewlett Packard Enterprise Company an der New York Stock Exchange unter dem Kürzel HPE notiert und gleichzeitig in den S&P 500 aufgenommen. Die HP-Aktie gewann an diesem Tag 13 Prozent, während die Aktie von Hewlett Packard Enterprise 1,6 Prozent verlor. Die neue Firmenwebsite ging bereits einige Tage davor online. Von den insgesamt 302.000 Mitarbeitern der bisherigen Hewlett-Packard Company wechselten 252.000 zu Hewlett Packard Enterprise. Das Geschäft mit PCs, Laptops und Druckern für Unternehmen verblieb dagegen bei HP Inc.
Am 24. November 2015 wurden die letzten Quartalszahlen der Hewlett-Packard Company vorgestellt. Dabei waren die Quartalszahlen der heute zu Hewlett Packard Enterprise zählenden Bereiche besser ausgefallen als die der HP Inc.
Ende November 2015 kündigte der koreanische Internetkonzern Naver Corporation an, rechtliche Schritte gegen Hewlett Packard Enterprise einzuleiten. Auslöser war das grüne Rechteck im Logo von Hewlett Packard Enterprise, das dem das Suchfeld umgebende Rechteck der Suchmaschine Naver.com zu stark ähnelt. Zu den angekündigten rechtlichen Schritten kam es jedoch nicht.
Im Mai 2016 kündigte Hewlett Packard Enterprise an, sich im Zuge der vermehrten Konzentration auf Hardware und Cloud-Services von der Dienstleistungssparte Enterprise Services mit rund 100.000 Mitarbeitern trennen zu wollen. Die Sparte wurde ausgegründet und mit der Computer Sciences Corporation zusammengelegt. Damit entstand mit DXC Technology einer der weltweit größten Anbieter von IT-Dienstleistungen. Nach Abschluss der Transaktion hielten die Aktionäre von Hewlett Packard Enterprise einen Anteil von 50 % an der fusionierten Gesellschaft.
Als weiteren Schritt der vollständigen Konzentration auf Hardware und Cloud-Technologien verkaufte Hewlett Packard Enterprise den nicht zum Kerngeschäft gehörenden Teil seiner Softwaresparte (u. a. mit Softwarelösungen für die Bereiche Big Data, Unternehmenssicherheit und Informationsmanagement) für 8,8 Milliarden US-Dollar, davon 2,5 Milliarden US-Dollar in Form von Barmitteln, an das britische Unternehmen Micro Focus. Nach dem am 1. September 2017 erfolgten Abschluss der Transaktion hielten die HPE-Aktionäre 50,1 % der Micro Focus-Aktien.
Im November 2017 gab Gründungschefin Meg Whitman ihren Rücktritt mit Wirkung zum 1. Februar 2018 bekannt. Nachfolger wurde Antonio Neri, bisher President des Unternehmens. Als Gründe nannte sie unter anderem eine geplante Auszeit und ihre fehlende Verbundenheit zu Technik.
Nach Abspaltung der Bereiche Enterprise Services und Software hatte Hewlett Packard Enterprise 52.000 Mitarbeiter und erzielte im Jahr 2017 einen Umsatz von 28,9 Mrd. US-Dollar.
2019 eröffnete Hewlett Packard Enterprise den HPE Campus in San José und zog damit seine Zentrale endgültig vom HP Campus in Palo Alto ab, in welchem nun einzig HP Inc. verbleibt. Im selben Jahr übernahm Hewlett Packard Enterprise den Supercomputer-Hersteller Cray.
Ende 2020 verlegte Hewlett Packard Enterprise seinen Hauptsitz vom erst anderthalb Jahre zuvor eröffneten HPE Campus im kalifornischen San José nach Spring, einem Vorort von Houston im Bundesstaat Texas. Gründe sind unter anderem niedrigere Steuern, weniger Regulierung und günstigere Mieten. Der Standort San José wird als Niederlassung fortgeführt.
Am 9. Januar 2024 wurde bekannt gegeben, dass Juniper Networks für 14 Mrd. Dollar übernommen werden soll.

## Hewlett Packard Enterprise im deutschsprachigen Raum
Die Aufspaltung in Deutschland geschah bereits am 1. August 2015. Seitdem existiert neben der bisherigen Hewlett-Packard GmbH als deutsche Tochtergesellschaft der Hewlett Packard Enterprise auch die HP Deutschland GmbH als Tochtergesellschaft der HP Inc. Beide haben ihren Sitz in Böblingen.
Im August 2016 erfolgte dann ein Outsourcing eines großen Teiles der Mitarbeiter der Hewlett-Packard GmbH an die Proservia GmbH ManpowerGroup und im September 2016 folgte ein weiteres Outsourcing an die Datagroup.
Wie bereits bei HP befindet sich die österreichische Niederlassung in Wien und die schweizerische in Wallisellen.
Das Enterprise Services Business gehört seit dem 1. Januar 2017 zur EntServ Deutschland GmbH, ebenfalls mit Sitz in Böblingen. Diese Gesellschaft gehört seit dem 1. April 2017 nicht mehr zu Hewlett Packard Enterprise, sondern ist Teil des Konzerns DXC Technology.

## Geschäftsbereiche

### Aktuelle Geschäftsbereiche
Hewlett Packard Enterprise gliedert sich in folgende Geschäftsbereiche:
- Enterprise Group (EG): Hardware (Server-, Rechenzentrum- und Netzwerklösungen), Umsatz 2015: 27,9 Mrd. US-Dollar[33]
- HPE Financial Services (HPEFS): Finanzdienste wie Leasing und Finanzierung, Umsatz 2015: 3,2 Mrd. US-Dollar[33]

Zu Hewlett Packard Enterprise bzw. der Sparte Enterprise Group gehört auch der im Mai 2015 von HP für 3 Milliarden US-Dollar übernommene Netzwerkspezialist Aruba Networks und ist seit der Aufspaltung für die komplette Netzwerksparte des HPE-Konzerns zuständig.

### Ehemalige Geschäftsbereiche
- Enterprise Services (ES) (bis 31. März 2017): IT-Outsourcing und Professional Services, Umsatz 2015: 19,8 Mrd. US-Dollar[33]
  - Customer Delivery Services (CDS)[35]: IT-Dienstleistungen als europaweiter Lieferarm für HP mit Break-and-Fix Service (Reparaturdienstleistungen) und IMACD Services (Installationen und Anpassungen) für HP-Hardware und Multi-Vendor im Fieldservice (Außendienst) sowie (Endanwender-)Service vor Ort bei HP-Großkunden.
  - Education Services (dt. Weiterbildungsdienstleistungen): Technische Seminare, Business Skills (Soft Skills) (dt. Geschäftspraktiken), E-Learning (Onlineschulungen), Consulting (Beratung) usw.[36]
- Software (bis 1. September 2017): Softwarelösungen für die Bereiche Big Data, Unternehmenssicherheit und Informationsmanagement, Umsatz 2015: 3,5 Mrd. US-Dollar[33]